# The Homing Overlay Experiment
The Homing Overlay Experiment (рус. Эксперимент наведения в верхнем слое атмосферы) — это серия экспериментов Армии США, направленных на осуществление кинетического перехвата МБР. Основной целью экспериментов была проверка концепции кинетического перехвата для дальнейшего внедрения данной технологий в противоракетную оборону США. Данная концепция начала прорабатываться из-за недостатков конвенциональных и ядерных боевых частей противоракет.

## Описание
В 1976 году Армией США был инициирован Homing Overlay Experiment (HOE) в ходе которого должны были быть созданы и испытаны средства для перехвата межконтинентальных баллистических ракет (МБР) на основе концепции hit-to-kill. Данная концепция подразумевала осуществление перехвата посредством прямого столкновения противоракеты с ракетой противника без использования боевых частей. Поражение цели осуществлялось кинетической энергией корпуса противоракеты. Предполагалось, что кинетический перехват МБР обладает рядом преимуществ перед существующими способами. Ранее для перехвата МБР применялись противоракеты с ядерными или конвенциональными боевыми частями, которые детонировали при достижении расстояния достаточного для уничтожения цели.
Технической основой для HOE были разработки, которые появились и тестировались в 1960-х годах. По словам руководителя программы HOE в Lockheed Corporation Дэйва Монтегю: 85 % оборудования, задействованного в проекте, было разработано ранее и уже активно использовалось в оборонной промышленности. Поскольку для осуществления кинетического перехвата требовалось прямое столкновение, были необходимы сверхточные средства наведения. Новые устройства составляли лишь 15 % от всего оборудования ракеты-перехватчика и главным образом это были средства наведения: инфракрасные сенсоры, лазерные дальномеры и системы охлаждения. Средства наведения разрабатывались параллельно HOE в рамках программы Designating Optical Tracker начатой в 1975 году.
Программа реализации HOE состояла из двух этапов. На первом этапе предполагалось объединить существующие наработки для создания ракеты-перехватчика. Требовалось разработать устройство для кинетического перехвата, а также адаптировать средства наведения и бортовой компьютер. На втором этапе планировалось провести летные тесты с перехватом МБР.
В 1977 году проводились поиски подрядчиков среди частных компаний для реализации проекта противоракеты HOE. В конкурсе приняли участие: Boeing Company, Vought Corporation и Lockheed Missiles and Space Company (LMSC). Каждая организация получила по 500 миллионов долларов на создание ракеты-перехватчика. В результате, 3 августа 1978 года LMSC прошла на следующий этап, выиграв контракт на создание компонентов средств наведения и устройства для уничтожения целей. McDonnell Douglas Astronautics Company была основным подрядчиком для управления запуском и полетом во время тестов. В Honeywell Avionics Division создавали бортовой компьютер. Space Vector Corporation совместно с Rocketdyne Company занимались ступенями ракеты. В Bae разрабатывали инфракрасный сенсор и лазерный дальномер. В разработке оборудования для HOE также принимали участие некоторые другие предприятия и исследовательские центры: Teledyne Brown Engineering, Nichols Research Corporation, Aeromet Incorporated, MIT Lincoln Laboratory и Sandia National Laboratory.
Для проведения экспериментов в 1977 году была создана Homing Overlay Experiment Task Force (HOETF) под юрисдикцией Ballistic Missile Defense System Command (BMDSC), входившей в структуру Министерства обороны США. После начала Стратегической оборонной инициативы HOE стал частью этой программы. HOE изначально финансировался из средств BMDSC, однако начиная с 1984 года участие в финансировании HOE также принимала Strategic Defense Initiative Organization.

## Устройство ракеты-перехватчика

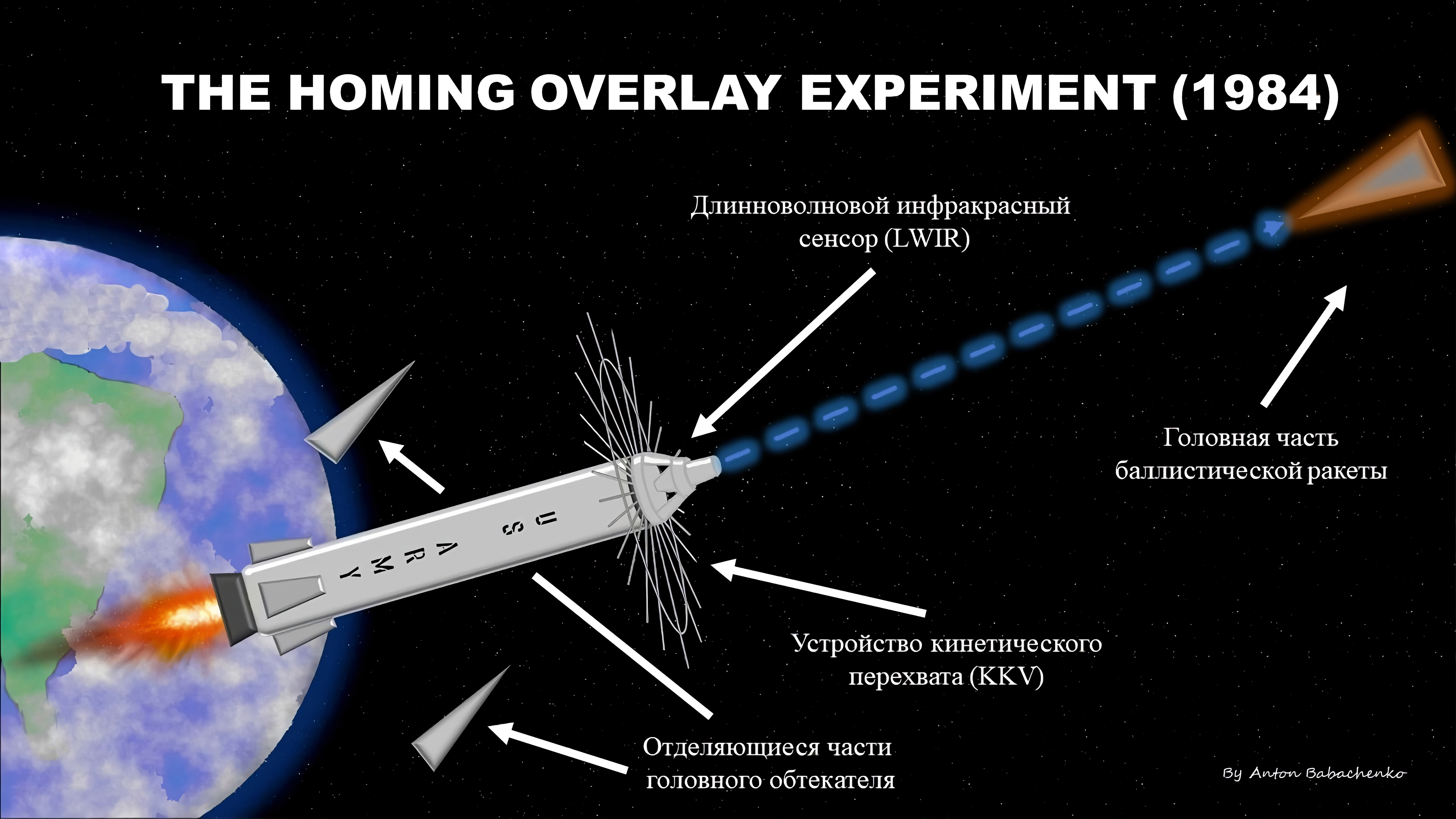
Рис 1. Ракета-перехватчик HOE.

Ракета-перехватчик HOE использовала первые две ступени МБР Minuteman I (рис. 1). Высота ракеты составляла 19 м, диаметр 1,68 м. Полностью заправленная топливом и готовая к запуску ракета весила около 1200 кг[уточнить]. Скорость полета превышала 16000 км/ч.
Ракета также оснащалась компьютером, длинноволновым инфракрасным сенсором, лазерным дальномером, системой охлаждения и устройством для уничтожения целей (Kinetic Kill Vehicle). Кроме того, в противоракете содержались различные датчики и приборы для проведения измерений во время тестовых полетов. Устройство для уничтожения целей находилось в передней части ракеты и имело вес 247 кг. На конечном этапе полета, после получения команды на перехват цели, оно развертывалось. KKV состояло из 36 ребер и имело длину в 3,96 м. Большая часть конструкции состояла из алюминия, но некоторые элементы были изготовлены из нержавеющей стали.

## Условия тестирования
Главной целью HOE было проверить возможность осуществления кинетического перехвата МБР, поэтому в ходе тестовых полетов не применялись меры для противодействия обнаружению цели, которые могли быть задействованы в боевых условиях. Запуск ракеты-мишени производился с базы военно-воздушных сил США Ванденберг, Калифорния. В качестве цели использовалась МБР Minuteman I с неактивной боевой частью. Выбор цели был продиктован схожестью её характеристик с использовавшимися тогда советскими МБР. Однако Minuteman I был меньше по размеру в сравнении с советскими аналогами, что уменьшало возможность наведения на цель посредством инфракрасного сенсора противоракеты HOE. Для того, чтобы увеличить шансы на успешное проведение тестов, ракета-мишень была специальным образом модифицирована:
1. Перед полетом температуру ракеты-мишени увеличивали до 100 градусов по Фаренгейту, тем самым повышая видимость цели в инфракрасном спектре;
2. Ракета-мишень летела под углом, близким к поперечному по отношении к ракете-перехватчику, что делало видимой большую часть её поверхности для сенсора ракеты-перехватчика;
3. В ракете-мишени находился маяк, информация из которого поступала на наземный радар на Гавайях для получения более точных данных о скорости и положении ракеты-мишени. Ракета-перехватчик стартовала с ракетного полигона Кваджалейн, Маршалловы острова. Перехват осуществлялся на среднем участке траектории: на высоте более 150 км и на расстоянии около 7242 км от места запуска, в районе атолла Кваджалейн.

## Алгоритм тестирования

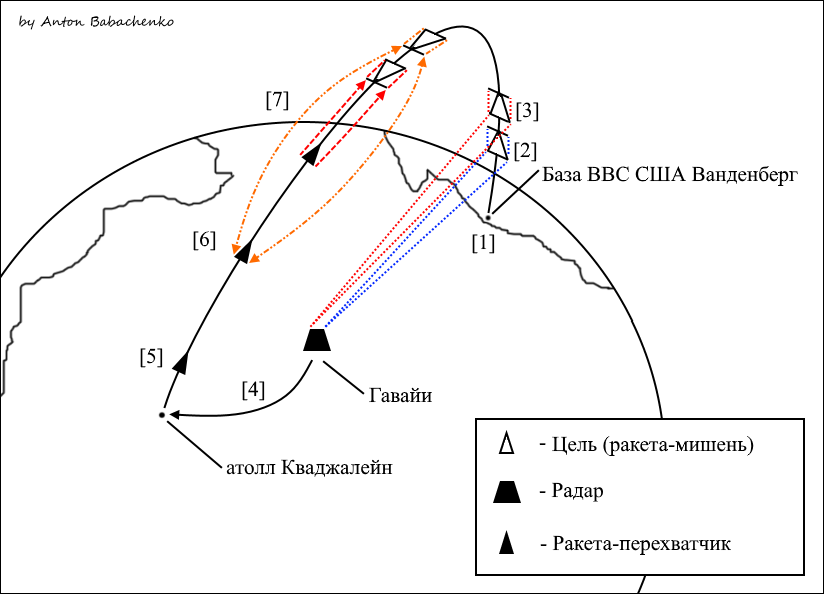
Рис 2. Полёт ракеты-перехватчика HOE.

Все проводимые в рамках HOE тесты проходили по одному и тому же сценарию (рис. 2):
1. Ракета-мишень запускалась с базы ВВС США Ванденберг;
2. Радар на Гавайях фиксировал цель после отделения ракетного ускорителя;
3. Компьютер радара рассчитывал примерную траекторию полета цели;
4. Информация о траектории цели передавалась ракете-перехватчику;
5. Противоракета запускалась и направлялась на перехват цели;
6. Инфракрасный сенсор ракеты-перехватчика осуществлял поиск цели в пространстве;
7. После обнаружения цели, компьютер производил точный расчет траектории на основе данных сенсоров. Для перехвата цели, в передней части противоракеты развертывалось KKV. Затем компьютер, используя систему управления, направлял ракетоперехватчик прямиком на цель, таким образом совершая кинетический перехват.

## Ход экспериментов
В рамках HOE было проведено четыре эксперимента. Поскольку попытка кинетического перехвата осуществлялась впервые, не все из проведенных тестовых полетов были успешными. В большинстве случаев это происходило из-за проблем со средствами наведения и электроникой, которые приходилось решать в ходе экспериментов.
Первый тестовый полет состоялся 7 февраля 1983 года, однако из-за помех в инфракрасном сенсоре противоракете не удалось корректно отследить цель. Помехи возникали из-за того, что система охлаждения сенсора работала неправильно, тем самым нарушая его температурный режим. Находясь в нагретом состоянии, сенсор генерировал помехи и передавал бортовому компьютеру некорректную информацию.
Второй тест был проведен 28 мая 1983 года. В ходе него ракета-перехватчик была наведена на цель и находилась на финальном этапе перехвата, где она должна была быть направлена на цель посредством команд бортового компьютера. Но сделать это не удалось из-за ошибки в электронике системы управления ракетой-перехватчиком.
Третий тест прошел 16 декабря 1983 года, но также не был успешным из-за программной ошибки компьютера. Получив данные для наведения, компьютер не смог корректно осуществить управление противоракетой.
Однако четвертый тест, который был проведен 10 июня 1984 года, оказался успешным. В ходе него противоракете удалось уничтожить цель вследствие кинетического удара на скорости 6,1 км/с и на высоте 160 км. Успешность перехвата была подтверждена сенсорами на противоракете и ракете-мишени, радаром на атолле Кваджалейн, а также самолетом, оснащенным оптическим сенсором. После анализа данных с измерительного оборудования была получена информация, что во время столкновения центр цели и центр ракеты-перехватчика были на расстоянии 52,3 см.

## Обманный план
18 августа 1993 года в газете The New York Times вышла статья «Lies and Rigged „Star Wars“ Test Fooled the Kremlin, and Congress» в которой говорилось об обманном плане, существовавшем в рамках HOE. Обманный план заключался в установке в ракетоперехватчик взрывного устройства, которое должно было быть активировано, если бы цель не удалось перехватить путем прямого столкновения. Взрыв должен был выглядеть как успешный кинетический перехват для обмана советского наблюдательного оборудования. Конгресс США об этом плане уведомлен не был, поскольку не существовало закона, предполагавшего такую процедуру.
Разбирательство по обманному плану началось с запроса сенатора Дэвида Прайора, направленного в Счётную палату США. 21 июля 1994 года по результатам расследования вышел отчет «Ballistic Missile Defense: Records Indicate Deception Program Did Not Affect 1984 Test Results», в котором разбирались цели, техническая составляющая и последствия обманного плана. В докладе было отмечено, что Конгресс США не был каким-либо образом дезинформирован о результатах четвертого тестового полета HOE. Однако конгресс также не был осведомлен о мерах, предпринятых для улучшения видимости цели для ракеты-перехватчика. О плане были проинформированы Министерство обороны США и команда разработчиков HOE.
Как показало расследование, обманный план начал действовать в конце 1981 года и осуществлялся на протяжении первых двух полетов. Однако в их ходе он не был реализован, поскольку ракета-перехватчик не смогла достигнуть достаточного расстояния до цели не только для осуществления кинетического перехвата, но и для перехвата с помощью взрывного устройства. Перед обманным планом стояло несколько задач:
1. Повлиять на оценку Советским Союзом возможностей системы противоракетной обороны США;
2. Увеличить расходы СССР на оборону;
3. Воздействовать на ход переговоров по стратегическим вооружениям. Обманный план был отменен в сентябре 1983 года, когда с ракеты-перехватчика было удалено оборудование необходимое для подрыва, тем не менее, взрывное устройство не было демонтировано.
Решение по отмене плана было принято по нескольким причинам:
1. Советская сторона могла понять, что взрыв — это не заявляемый кинетический перехват, что негативно бы отразилось на восприятии технологических возможностей США;
2. Сохранение секретности о плане было крайне проблематичным, поскольку в нем было задействовано большое количество персонала из государственных и частных организаций;
3. Режим секретности негативно влиял на процесс разработки и тестирования HOE.

## Политические и военные последствия эксперимента
Существование обманного плана значительно ухудшило восприятие HOE в американской общественности. Как и непонимание того факта, что HOE проводился как демонстрация возможности осуществления кинетического перехвата, а не тестирование системы готовой к эксплуатации в боевых условиях.
Тем не менее, HOE стал важным этапом, подтвердившим возможность осуществления кинетического перехвата МБР. В 1986 году за свой вклад в HOE все задействованные частные и гражданские предприятия получили American Defense Technical Achievement Award. Успешность эксперимента сделала возможным дальнейшее тестирование прототипов противоракетных систем на основе принципа hit-tokill. Продолжением идей, заложенных в HOE, стала Exoatmospheric Reentry Interceptor Subsystem (ERIS), которая также осуществляла перехват целей посредством прямого столкновения. Однако после окончания холодной войны данная программа была свернута.
Последующее развитие концепции кинетического перехвата привело к появлению систем ПРО Terminal High Altitude Area Defense (THAAD) и Ground-based Midcourse Defense (GMD), которые также осуществляют перехват целей кинетическим способом. Эти системы приняты на вооружение и активно развиваются в настоящее время. На текущий момент можно сказать, что концепция hit-to-kill является перспективной и останется таковой в системе противоракетной обороны США на некоторое время.